# Jag har börjat leva nu
Jag har börjat leva nu, text och musik av Lasse Holm, är en upptempolåt specialskriven för en "revansch" åt Kikki Danielsson efter en "svår period" i hennes liv i slutet av 1990-talet och början av 2000-talet, som även hade återspeglats i nyhetsrapporteringen i media. Lasse Holm skrev sångtexten efter att ha sett Kikki Danielsson intervjuas i morgonprogrammen på TV 4, strax före jul år 2000, och texten har inslag av referenser till naturen, precis som många andra melodier av Kikki Danielsson.
Den var ursprungligen tänkt att lanseras på ett album av Kikki Danielsson som skulle kommit 2001, men aldrig släpptes. Låten blev en mindre hit och testades på Svensktoppen, där den som bäst låg på åttonde plats under det fyra veckor långa besöket där mellan 31 augusti-21 september 2002.
Den var ursprungligen tänkt att lanseras på ett album av Kikki Danielsson som skulle kommit 2001, men aldrig släpptes. I stället kom den ursprungligen i samband med att hon ingick i trion Kikki, Bettan & Lotta 2001-2004, och låg på deras album 20 år med oss - Vem é dé du vill ha som utkom i början av 2002.
Då Kikki Danielsson den 12 april 2006 släpptes sitt samlingsalbum "I dag & i morgon" fanns den även med där. 

### Fotnoter
1. 1 2 3  Johan Andersson, Michael Nystås (7 januari 2001). ”Kikkis sång om hennes svåra tid”. Aftonbladet. http://wwwc.aftonbladet.se/noje/0101/07/kikki.html. Läst 2 augusti 2009.
2. ↑  ”Jag har börjat leva nu (OBS! videofilmen visar fel låt)!”. Nostalgisidan. 27 februari 2002. http://www.nostalgilistan.se/kikki-danielsson-385/jag-har-borjat-leva-nu-2558. Läst 10 januari 2016.
3. ↑  ”Vem e de´du vill ha / Kikki Bettan Lotta”. Svensk mediedatabas. 27 februari 2002. http://smdb.kb.se/catalog/id/001550043. Läst 10 januari 2016.